# آندريه ماركوف
آندريه أندريافيتش ماركوف (بالروسية: Андре́й Андре́евич Ма́рков)؛ (14 يونيو 1856 - 20 يوليو 1922)، هو عالم رياضيات روسي من أشهر أعماله تلك المتعلقة بنظرية العملية العشوائية. وتعرف بحوثه بسلسلة ماركوف.

## إجلاؤه من الكنيسة الأورثودكسية الروسية
في عام 1912، طلب ماركوف، احتجاجا على جلي الكنيسة الروسية الأرثوذكسية لليو تولستوي، أن يجلى منها هو أيضا. وكان نتيجة ذلك، هو أن هذه الأخيرة جلته حتى هو.

## وصلات خارجية
- آندريه ماركوف على موقع الموسوعة البريطانية (الإنجليزية)